# Boruszyn (województwo lubuskie)
Boruszyn – wieś sołecka w Polsce położona w województwie lubuskim, w powiecie żarskim, w gminie Lipinki Łużyckie.
W latach 1975–1998 miejscowość należała administracyjnie do województwa zielonogórskiego.
Pierwsze wzmianki o wsi pochodzą z początku XIV w. Przed 1945 rokiem wieś należała do Niemiec i nosiła nazwę Eckartswalde (Leśny Zakątek). W 1939 mieszkało tu 197 osób. W czasie II Wojny Światowej we wsi mieścił się obóz jeniecki dla żołnierzy alianckich (nieudokumentowane samobójstwo jednego z jeńców). Na południe, równolegle do wsi przebiega zapomniany trakt napoleoński. W miejscowej kaplicy znajduje się XIX kopia włoskiego obrazu świętej Rozalii przywieziony z Kresów przez przesiedleńców ze wsi Kretowce.